# Vanessa Giunchi
Vanessa Giunchi (Milano, 7 giugno 1980) è una pattinatrice artistica su ghiaccio italiana, campionessa italiana della specialità.

## Biografia
Vanessa Giunchi è nata e cresciuta a Milano. 
Inizia a pattinare all'età di 4 anni nel Palazzo del Ghiaccio di Via Piranesi. Silvana Grilli è la sua prima allenatrice, in seguito si allenerà con Carlo e Christa Fassi. Nel 1995 si trasferisce a Parigi sotto la guida del coach Philippe Pellisier, al rientro in Italia dopo 4 anni è presa sotto l'ala protettiva di Gilberto Viadana e della coreografa Michela Boschetto, con i quali rimarrà fino alla fine della sua carriera agonistica.
Plurimedaglia d'oro ai campionati italiani, ha rappresentato l'Italia alle XIX Olimpiadi di Salt Lake City.
Nel 2001 partecipa su Rai 1 al gioco Sette per Uno.
Nel 2007 partecipa al reality-competizione italiano Notti sul Ghiaccio in coppia con Patrizio Oliva.
Oggi Vanessa è allenatrice presso il Forum di Assago.

## Risultati
GP: Grand Prix; JGP: Junior Grand Prix
| Internazionali                            | Internazionali | Internazionali | Internazionali | Internazionali | Internazionali | Internazionali | Internazionali | Internazionali | Internazionali | Internazionali |
| Evento                                    | 1993–94        | 1994–95        | 1995–96        | 1996–97        | 1997–98        | 1998–99        | 1999–00        | 2000–01        | 2001–02        | 2002–03        |
| ----------------------------------------- | -------------- | -------------- | -------------- | -------------- | -------------- | -------------- | -------------- | -------------- | -------------- | -------------- |
| Giochi olimpici invernali                 |                |                |                |                |                |                |                |                | 20°            |                |
| Campionati mondiali                       |                |                |                |                |                |                |                |                | 21°            | 27°            |
| Campionati europei                        |                |                |                |                |                |                |                | 10°            | 19°            | 20°            |
| GP Skate America                          |                |                |                |                |                |                |                |                | 11°            |                |
| Crystal Skate                             |                |                |                |                |                |                |                |                |                | 2°             |
| Golden Spin                               |                |                |                |                |                |                |                |                |                | 8°             |
| Karl Schäfer Memorial                     |                |                |                |                |                |                |                |                | 10°            |                |
| Internazionali: Junior                    |                |                |                |                |                |                |                |                |                |                |
| Campionati mondiali                       | 13° Q          | 25°            |                | 28°            |                |                |                |                |                |                |
| JGP Germania                              |                |                |                |                | 18°            |                |                |                |                |                |
| Blue Swords                               | 12° J.         | 16° J.         |                |                |                |                |                |                |                |                |
| Gardena Spring Trophy                     | 16° J.         | 5° J.          |                |                |                |                |                |                |                |                |
| St. Gervais                               |                | 7°             |                |                |                |                |                |                |                |                |
| PFSA Trophy                               |                | 2° J.          |                |                |                |                |                |                |                |                |
| Salchow Trophy                            |                |                |                | 3° J.          |                |                |                |                |                |                |
| Nazionali                                 |                |                |                |                |                |                |                |                |                |                |
| Campionati italiani                       | 2°             | 1°             | 2°             | 2°             | 3°             | 2°             | 2°             | 1°             | 2°             | 2°             |
| J. = Categoria Junior; Q = Qualificazioni |                |                |                |                |                |                |                |                |                |                |